# Lasioglossum sororculum
Lasioglossum sororculum är en biart som beskrevs av Walker 1999. Lasioglossum sororculum ingår i släktet smalbin, och familjen vägbin. Inga underarter finns listade i Catalogue of Life.

## Bildgalleri

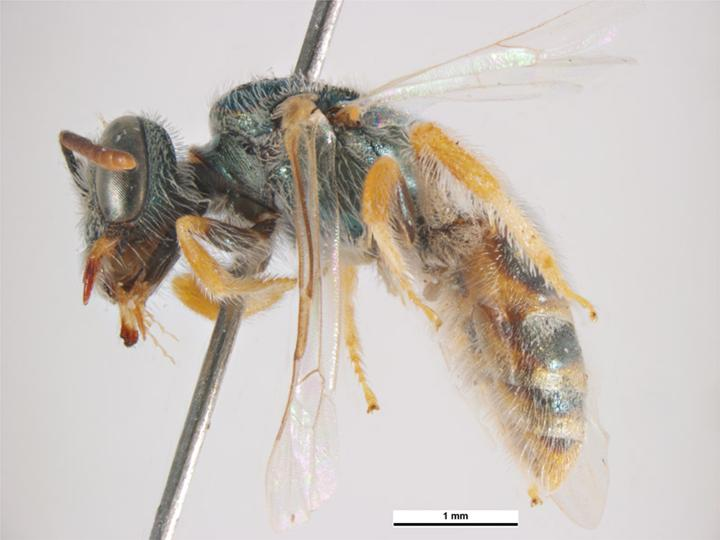
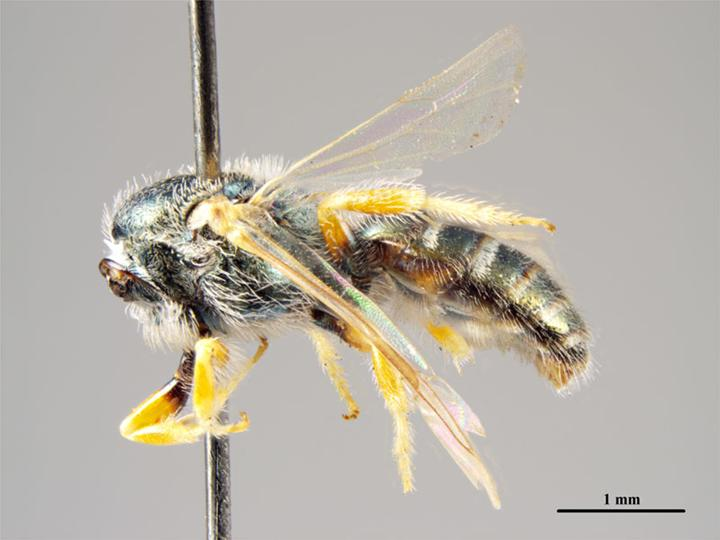